# SS Andrea Doria
SS Andrea Doria byl velký luxusní italský transatlantický parník, poslední svého druhu před masivním nástupem letecké dopravy přes Atlantik.

## Stavba

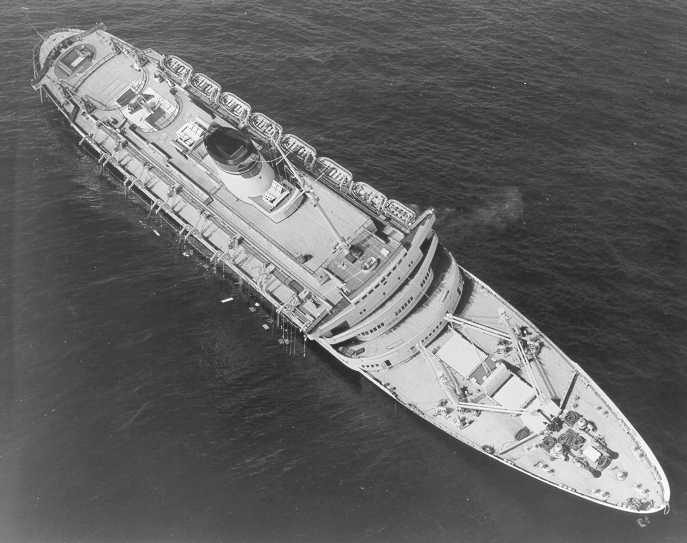
Potápějící se Andrea Doria. Záchranné čluny na pravoboku již jsou spuštěny.

Na vodu byla tato loď spuštěna 16. června 1951, první komerční plavbu podnikla 14. ledna 1953.

## Potopení

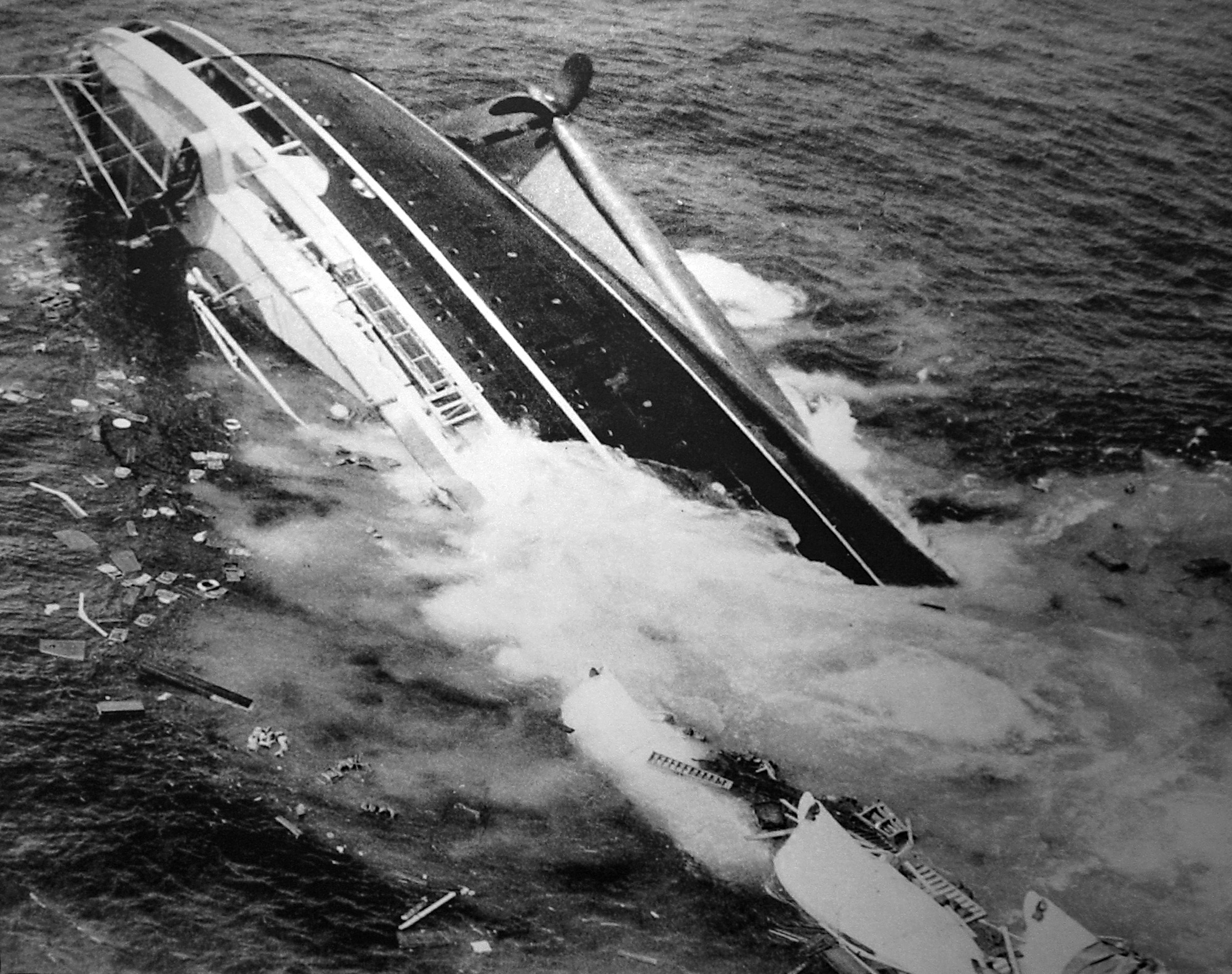
Harry A. Trask, Boston Traveler: potopení parníku SS Andrea Doria, fotografie byly pořízeny z letadla letícího ve výšce 75 metrů jen devět minut před tím, než se loď ponořila na dno.

Dne 25. července 1956 se Andrea Doria, po srážce se zaoceánskou lodí MS Stockholm, potopila nedaleko břehů ostrova Nantucket u Massachusetts. Jen díky modernějším komunikačním technologiím nedosáhlo neštěstí takových rozměrů, jako katastrofa Titanicu. Během bleskové záchranné akce bylo zachráněno 1660 pasažérů a členů posádky. Katastrofa měla 46 obětí. Příčinou srážky byla hustá mlha a série chyb, nedbalostí, mylných předpokladů a neukázněného a riskantního jednání důstojníků obou lodí.
V době potopení byl na palubě parníku Andrea Doria kromě dalšího nákladu i automobil Chrysler Norseman, designová studie návrháře firmy Chrysler Virgila Exnera. Prototyp by postaven firmou Carrozzeria Ghia v Itálii a měl být představen na různých autosalonech v USA. Mimoto bylo na palubě i padesát nových vozů Lancia Aurelia B24 Spider, kterých bylo celkem vyrobeno pouze 240.